# Pokémon di seconda generazione

I Pokémon della seconda generazione Ledyba, Elekid e Togepi raffigurati sulla fusoliera di un aereo della compagnia giapponese All Nippon Airways

La seconda generazione dei videogiochi della serie Pokémon comprende i titoli Pokémon Oro e Argento (1999) e Pokémon Cristallo (2001), Pokemon XD: Tempesta Oscura (2005). Essa introduce un nuovo gruppo di 100 Pokémon, portando il numero totale a 251.
Per contrastare lo strapotere di cui aveva goduto il tipo Psico nella prima generazione e rendere il gameplay più equilibrato, vennero aggiunti due tipi supplementari: Buio e Acciaio. Venne inoltre introdotta la funzionalità dell'accoppiamento tra Pokémon per generare nuove specie, denominate Pokémon Baby, ottenibili solo con questo procedimento. Poiché molti nuovi Pokémon introdotti nella seconda generazione andavano a completare linee evolutive della prima generazione in qualità di pre-evoluzioni o evoluzioni di Pokémon già esistenti, il loro design riprende in larga parte quello dei loro precursori.
La generazione è considerata una delle più riuscite, coerenti e apprezzate sotto il profilo del design dei Pokémon.

## Elenco dei Pokémon
| Numero | Nome       | Evoluzione                                         |
| ------ | ---------- | -------------------------------------------------- |
| 152    | Chikorita  | Evolve in Bayleef                                  |
| 153    | Bayleef    | Evoluzione di Chikorita, evolve in Meganium        |
| 154    | Meganium   | Evoluzione di Bayleef                              |
| 155    | Cyndaquil  | Evolve in Quilava                                  |
| 156    | Quilava    | Evoluzione di Cyndaquil, evolve in Typhlosion      |
| 157    | Typhlosion | Evoluzione di Quilava                              |
| 158    | Totodile   | Evolve in Croconaw                                 |
| 159    | Croconaw   | Evoluzione di Totodile, evolve in Feraligatr       |
| 160    | Feraligatr | Evoluzione di Croconaw                             |
| 161    | Sentret    | Evolve in Furret                                   |
| 162    | Furret     | Evoluzione di Sentret                              |
| 163    | Hoothoot   | Evolve in Noctowl                                  |
| 164    | Noctowl    | Evoluzione di Hoothoot                             |
| 165    | Ledyba     | Evolve in Ledian                                   |
| 166    | Ledian     | Evoluzione di Ledyba                               |
| 167    | Spinarak   | Evolve in Ariados                                  |
| 168    | Ariados    | Evoluzione di Spinarak                             |
| 169    | Crobat     | Evoluzione di Golbat                               |
| 170    | Chinchou   | Evolve in Lanturn                                  |
| 171    | Lanturn    | Evoluzione di Chinchou                             |
| 172    | Pichu      | Evolve in Pikachu                                  |
| 173    | Cleffa     | Evolve in Clefairy                                 |
| 174    | Igglybuff  | Evolve in Jigglypuff                               |
| 175    | Togepi     | Evolve in Togetic                                  |
| 176    | Togetic    | Evoluzione di Togepi, evolve in Togekiss           |
| 177    | Natu       | Evolve in Xatu                                     |
| 178    | Xatu       | Evoluzione di Natu                                 |
| 179    | Mareep     | Evolve in Flaaffy                                  |
| 180    | Flaaffy    | Evoluzione di Mareep, evolve in Ampharos           |
| 181    | Ampharos   | Evoluzione di Flaaffy, megaevolve in MegaAmpharos  |
| 182    | Bellossom  | Evoluzione di Gloom                                |
| 183    | Marill     | Evoluzione di Azurill, evolve in Azumarill         |
| 184    | Azumarill  | Evoluzione di Marill                               |
| 185    | Sudowoodo  | Evoluzione di Bonsly                               |
| 186    | Politoed   | Evoluzione di Poliwhirl                            |
| 187    | Hoppip     | Evolve in Skiploom                                 |
| 188    | Skiploom   | Evoluzione di Hoppip, evolve in Jumpluff           |
| 189    | Jumpluff   | Evoluzione di Skiploom                             |
| 190    | Aipom      | Evolve in Ambipom                                  |
| 191    | Sunkern    | Evolve in Sunflora                                 |
| 192    | Sunflora   | Evoluzione di Sunkern                              |
| 193    | Yanma      | Evolve in Yanmega                                  |
| 194    | Wooper     | Evolve in Quagsire o in Clodsire                   |
| 195    | Quagsire   | Evoluzione di Wooper                               |
| 196    | Espeon     | Evoluzione di Eevee                                |
| 197    | Umbreon    | Evoluzione di Eevee                                |
| 198    | Murkrow    | Evolve in Honchkrow                                |
| 199    | Slowking   | Evoluzione di Slowpoke                             |
| 200    | Misdreavus | Evolve in Mismagius                                |
| 201    | Unown      | Nessuna evoluzione                                 |
| 202    | Wobbuffet  | Evoluzione di Wynaut                               |
| 203    | Girafarig  | Evolve in Farigiraf                                |
| 204    | Pineco     | Evolve in Forretress                               |
| 205    | Forretress | Evoluzione di Pineco                               |
| 206    | Dunsparce  | Evolve in Dudunsparce                              |
| 207    | Gligar     | Evolve in Gliscor                                  |
| 208    | Steelix    | Evoluzione di Onix                                 |
| 209    | Snubbull   | Evolve in Granbull                                 |
| 210    | Granbull   | Evoluzione di Snubbull                             |
| 211    | Qwilfish   | Evolve in Overqwil                                 |
| 212    | Scizor     | Evoluzione di Scyther, megaevolve in MegaScizor    |
| 213    | Shuckle    | Nessuna evoluzione                                 |
| 214    | Heracross  | Megaevolve in MegaHeracross                        |
| 215    | Sneasel    | Evolve in Weavile o in Sneasler                    |
| 216    | Teddiursa  | Evolve in Ursaring                                 |
| 217    | Ursaring   | Evoluzione di Teddiursa, evolve in Ursaluna        |
| 218    | Slugma     | Evolve in Magcargo                                 |
| 219    | Magcargo   | Evoluzione di Slugma                               |
| 220    | Swinub     | Evolve in Piloswine                                |
| 221    | Piloswine  | Evoluzione di Swinub, evolve in Mamoswine          |
| 222    | Corsola    | Evolve in Cursola                                  |
| 223    | Remoraid   | Evolve in Octillery                                |
| 224    | Octillery  | Evoluzione di Remoraid                             |
| 225    | Delibird   | Nessuna evoluzione                                 |
| 226    | Mantine    | Evoluzione di Mantyke                              |
| 227    | Skarmory   | Nessuna evoluzione                                 |
| 228    | Houndour   | Evolve in Houndoom                                 |
| 229    | Houndoom   | Evoluzione di Houndour, megaevolve in MegaHoundoom |
| 230    | Kingdra    | Evoluzione di Seadra                               |
| 231    | Phanpy     | Evolve in Donphan                                  |
| 232    | Donphan    | Evoluzione di Phanpy                               |
| 233    | Porygon2   | Evoluzione di Porygon, evolve in Porygon-Z         |
| 234    | Stantler   | Evolve in Wyrdeer                                  |
| 235    | Smeargle   | Nessuna evoluzione                                 |
| 236    | Tyrogue    | Evolve in Hitmonlee, Hitmonchan o Hitmontop        |
| 237    | Hitmontop  | Evoluzione di Tyrogue                              |
| 238    | Smoochum   | Evolve in Jynx                                     |
| 239    | Elekid     | Evolve in Electabuzz                               |
| 240    | Magby      | Evolve in Magmar                                   |
| 241    | Miltank    | Nessuna evoluzione                                 |
| 242    | Blissey    | Evoluzione di Chansey                              |
| 243    | Raikou     | Nessuna evoluzione                                 |
| 244    | Entei      | Nessuna evoluzione                                 |
| 245    | Suicune    | Nessuna evoluzione                                 |
| 246    | Larvitar   | Evolve in Pupitar                                  |
| 247    | Pupitar    | Evoluzione di Larvitar, evolve in Tyranitar        |
| 248    | Tyranitar  | Evoluzione di Pupitar, megaevolve in MegaTyranitar |
| 249    | Lugia      | Nessuna evoluzione                                 |
| 250    | Ho-Oh      | Nessuna evoluzione                                 |
| 251    | Celebi     | Nessuna evoluzione                                 |

### Chikorita
Chikorita (チコリータ?, Chikorīta) è un Pokémon base di tipo Erba. Si evolve in Bayleef con l'aumento di livello. Viene definito il Pokémon Foglia. È uno dei Pokémon iniziali di Pokémon Oro e Argento, Pokémon Cristallo e Pokémon Oro HeartGold e Argento SoulSilver. Dolce e mansueto, adora rilassarsi al sole. La foglia che ha sulla testa emana una dolce fragranza e Chikorita la usa per calmare i Pokémon avversari e per rilevare l'umidità e la temperatura atmosferica. Chikorita è uno dei sedici Pokémon iniziali di Pokémon Mystery Dungeon: Squadra rossa e Squadra blu e Pokémon Mystery Dungeon: Esploratori del tempo ed Esploratori dell'oscurità. Nell'anime, un Chikorita di proprietà di Casey appare per la prima volta nel corso dell'episodio Una giovane allenatrice (The Double Trouble Header); esso si evolve successivamente in Bayleef nel corso di Caccia ai coleotteri (The Bug Stops Here). Ash Ketchum cattura un esemplare del Pokémon in Un Chikorita da salvare (The Chikorita Rescue), il quale si evolve in Avventure elettrizzanti (Current Events) per proteggere il proprio allenatore. Nel manga Pokémon Adventures un Chikorita evaso dal laboratorio del Professor Elm entra a far parte della squadra di Cristallo. Per via del suo aspetto scialbo e della sua combinazione poco competitiva di tipo e statistiche, Chikorita è solitamente considerato il Pokémon iniziale peggiore della seconda generazione e uno degli starter meno popolari della serie in generale.

### Bayleef
Bayleef (ベイリーフ?, Beirīfu) è un Pokémon di stadio uno di tipo Erba. Si evolve da Chikorita ed evolve a sua volta in Meganium con l'aumento di livello. Viene definito il Pokémon Foglia. Il suo collo è circondato da foglie che emanano un profumo speziato e che hanno un effetto guarente, energizzate e tonificante su chi lo avverte. Nell'anime, Bayleef appare per la prima volta nel corso dell'episodio Caccia ai coleotteri (The Bug Stops Here) in cui avviene l'evoluzione del Chikorita di Casey. Nell'episodio Avventure elettrizzanti (Current Events) anche il Chikorita di Ash si evolve in Bayleef.

### Meganium
Meganium (メガニウム?, Meganiumu) è un Pokémon di stadio due di tipo Erba. Si evolve da Bayleef. Viene definito il Pokémon Erbe. Dal suo fiore emana un profumo che rinverdisce le piante e calma chi gli sta intorno; Meganium lo utilizza in battaglia per ammansire l'avversario. Gli esemplari di sesso femminile di Meganium presentano antenne di lunghezza inferiore rispetto a quelle dei maschi. Nell'anime, Meganium è uno dei Pokémon utilizzati da Casey. Nel manga Pokémon Adventures Cristallo possiede un esemplare di Meganium, evoluzione del suo Chikorita.

### Cyndaquil
Cyndaquil (ヒノアラシ?, Hinoarashi) è un Pokémon base di tipo Fuoco. Si evolve in Quilava con l'aumento di livello. Viene definito il Pokémon Fuocotopo. È uno dei Pokémon iniziali di Pokémon Oro e Argento, Pokémon Cristallo e Pokémon Oro HeartGold,Argento SoulSilver e Leggende Pokémon: Arceus  Ha l'aspetto di un topo di fuoco. È timido e riservato. Per proteggersi si raggomitola su se stesso infuocando il dorso; se è spaventato le fiamme ardono vive mentre più è stanco più si affievoliscono. Cyndaquil è uno dei sedici Pokémon iniziali di Pokémon Mystery Dungeon: Squadra rossa e Squadra blu e Pokémon Mystery Dungeon: Esploratori del tempo ed Esploratori dell'oscurità. Nell'anime, Cyndaquil appare per la prima volta nel corso dell'episodio Un'iscrizione difficile (Don't Touch That 'Dile) come uno dei Pokémon iniziali del Professor Elm. In Un prezioso alleato (Good 'Quil Hunting) Ash ne cattura un esemplare. Anche Valentina e Lucinda possiedono esemplari di Cyndaquil. Nel manga Pokémon Adventures il Cyndaquil del Professor Elm si unisce alla squadra di Oro e viene soprannominato Raudo. Cyndaquil figura tra i Pokémon iniziali più popolari per via del suo aspetto carino e della sua efficacia in combattimento.

### Quilava
Quilava (マグマラシ?, Magumarashi) è un Pokémon di stadio uno di tipo Fuoco. Si evolve da Cyndaquil ed evolve a sua volta in Typhlosion con l'aumento di livello. Viene definito il Pokémon Vulcano. Le fiamme che gli avvolgono la schiena non lo danneggiano per via della pelliccia ignifuga che lo ricopre. Confonde e schiva i nemici con la sua destrezza per poi attaccarli con fiamme e getti d'aria rovente. Nell'anime, Quilava appare per la prima volta nel corso dell'episodio Un vero eroe (You're a Star, Larvitar). Ash e Lucinda possiedono esemplari di Quilava.

### Typhlosion
Typhlosion (バクフーン?, Bakufūn) è un Pokémon di stadio due di tipo Fuoco. Si evolve da Quilava. Viene definito il Pokémon Vulcano. Quando è arrabbiato e pronto alla lotta diventa così caldo da incendiare anche l'aria intorno a lui e da creare violente esplosioni tramite lo sfregamento della sua pelliccia. Nell'anime, Typhlosion appare per la prima volta nel corso dell'episodio Tutti a scuola (Gonna Rule The School!). Il nonno della capopalestra Fiammetta possiede un esemplare del Pokémon, presente in Una capopalestra inesperta (Poetry Commotion!). Nell'episodio speciale Il leggendario Pokémon tuono (Legend of Thunder!) di Pokémon Chronicles è presente un Typhlosion di proprietà di Jimmy.

### Totodile
Totodile (ワニノコ?, Waninoko) è un Pokémon base di tipo Acqua. Si evolve in Croconaw con l'aumento di livello. Viene definito il Pokémon Mascellone. È uno dei Pokémon iniziali di Pokémon Oro e Argento, Pokémon Cristallo e Pokémon Oro HeartGold e Argento SoulSilver. È piccolo ma le sue mascelle sono già molto sviluppate; questo, unito alla sua tendenza a mordere per gioco qualsiasi cosa si muova, lo rende abbastanza pericoloso. Totodile è uno dei sedici Pokémon iniziali di Pokémon Mystery Dungeon: Squadra rossa e Squadra blu e Pokémon Mystery Dungeon: Esploratori del tempo ed Esploratori dell'oscurità. Nell'anime, Totodile appare per la prima volta nel corso dell'episodio Un'iscrizione difficile (Don't Touch That 'Dile) come uno dei Pokémon iniziali del Professor Elm. In Duello fra amici (The Totodile Duel) Ash ne cattura un esemplare. Nel manga Pokémon Adventures Argento ruba un Totodile dal laboratorio del Professor Elm che diventa un pilastro della sua squadra. Totodile è uno dei Pokémon iniziali più popolari della serie, sebbene Nicole D'Andria di Screenrant.com abbia evidenziato che le sue statistiche più sviluppate sono quelle fisiche e i suoi attacchi migliori speciali, rendendolo quindi nel complesso meno competitivo di altri Pokémon di tipo Acqua.

### Croconaw
Croconaw (アリゲイツ?, Arigeitsu) è un Pokémon di stadio uno di tipo Acqua. Si evolve da Totodile ed evolve a sua volta in Feraligatr con l'aumento di livello. Viene definito il Pokémon Mascellone. Attacca utilizzando le grandi mascelle per azzannare le sue vittime. I denti sono rivolti verso l'interno in modo da rendere impossibile per il nemico liberarsi fintanto che Croconaw non molla la presa. Se ogni tanto perde un dente gliene ricresce subito un altro. Nell'anime, Croconaw appare per la prima volta nel corso dell'episodio Ritorno a casa (Mother of All Battles!). Il Pokémon è inoltre presente nel lungometraggio Pokémon 4Ever.

### Feraligatr
Feraligatr (オーダイル?, Ōdairu) è un Pokémon di stadio due di tipo Acqua. Si evolve da Croconaw. Viene definito il Pokémon Mascellone. Di solito vive in acqua, quando si avventura sulla terraferma cammina bipede ma a causa del suo peso elevato è piuttosto lento e deve impiegare tutte e quattro le zampe per correre più veloce. Azzanna il nemico con le potenti fauci e lo riduce in brandelli scuotendo poi vigorosamente il capo. Nell'anime, Feraligatr appare per la prima volta nell'episodio Pesi massimi (The Ring Masters) in cui combatte contro Ash.

### Sentret
Sentret (オタチ?, Otachi) è un Pokémon base di tipo Normale. Si evolve in Furret con l'aumento di livello. Viene definito il Pokémon Esplorante. Vive in branco con sempre almeno un individuo di vedetta, ritto sulla coda a scrutare l'orizzonte, per avvertire i compagni con forti grida in caso di pericolo. Se viene meno questa sicurezza non riesce più a dormire dalla paura. Nell'anime, Sentret appare per la prima volta nel corso dell'episodio Guida pericolosa (Tanks Alot).

### Furret
Furret (オオタチ?, O'otachi) è un Pokémon di stadio uno di tipo Normale. Si evolve da Sentret. Viene definito il Pokémon Lungocorpo. Ha un corpo esile e affusolato con arti corti e robusti che gli consentono un'elevata agilità nei movimenti e di intrufolarsi in strette fessure, dove fa il suo nido. Nell'anime, Furret appare per la prima volta nel corso dell'episodio Le prime gare (A Claim to Flame!).

### Hoothoot
Hoothoot (ホーホー?, Hōhō) è un Pokémon base di tipo Normale/Volante. Si evolve in Noctowl con l'aumento di livello. Viene definito il Pokémon Gufo. È un gufo che sta sempre appollaiato su una zampa sola. Ha un senso del tempo e del ritmo fuori dal comune, tanto da emettere versi ogni giorno alla stessa ora e da essere utilizzato come sostituto dell'orologio in alcune culture. Nell'anime, Hoothoot appare per la prima volta nel corso dell'episodio La foresta delle illusioni (Illusion Confusion) in cui Gary Oak lo utilizza per attraversare una foresta infestata da Haunter e Gengar. Il capopalestra Valerio possiede un esemplare di Hoothoot.

### Noctowl
Noctowl (ヨルノズク?, Yorunozuku) è un Pokémon di stadio uno di tipo Normale/Volante. Si evolve da Hoothoot. Viene definito il Pokémon Gufo. È basato su un gufo e come tale ha una vista acuta che gli consente di penetrare anche l'oscurità e un volo estremamente silenzioso, che lo rendono un formidabile cacciatore. Se è intento a pensare rannicchia e ruota la testa e non vuole essere disturbato. Nel corso delle varie generazioni il colore del suo mantello ha assunto diverse variazioni di marrone. Nell'anime, Noctowl appare per la prima volta nel corso dell'episodio Ride bene chi ride ultimo (Fowl Play) in cui Ash cattura un esemplare cromatico del Pokémon. Nel manga Pokémon Adventures Valerio schiera un Noctowl.

### Ledyba
Ledyba (レディバ?, Rediba) è un Pokémon base di tipo Coleottero/Volante. Si evolve in Ledian con l'aumento di livello. Viene definito il Pokémon Pentastra. È una specie esclusiva di Pokémon Argento e Argento SoulSilver. Timido e pauroso, cerca costantemente la protezione del gruppo. Comunica coi suoi simili tramite uno speciale fluido aromatico che produce dalle giunture delle zampe col corpo e di cui è in grado di variare l'odore. Gli esemplari di sesso femminile presentano antenne di lunghezza inferiore rispetto a quelle dei maschi. Nell'anime, alcuni esemplari di Ledyba appaiono per la prima volta nel corso dell'episodio Il fischietto (The Whistle Stop). Nel manga Pokémon Adventures il Professor Oak possiede un esemplare di Ledyba.

### Ledian
Ledian (レディアン?, Redian) è un Pokémon di stadio uno di tipo Coleottero/Volante. Viene definito il Pokémon Pentastra. Si evolve da Ledyba. È una specie esclusiva di Pokémon Argento e Argento SoulSilver. Trascorre il giorno dormendo raggomitolato in una foglia e diventa attivo al crepuscolo. Utilizza la luce delle stelle come fonte energetica e più questa è intensa e le stelle sono visibili, più i puntini neri che ha sul manto si ingrandiscono. Gli esemplari di sesso femminile presentano antenne di lunghezza inferiore rispetto a quelle dei maschi. Nell'anime, Ledian appare per la prima volta nel corso dell'episodio Lassù sulla montagna (Mountain Time).

### Spinarak
Spinarak (イトマル?, Itomaru) è un Pokémon base di tipo Coleottero/Veleno. Si evolve in Ariados con l'aumento di livello. Viene definito il Pokémon Tela. È una specie esclusiva di Pokémon Oro e Oro HeartGold. Produce un filo sottile dalla bocca con cui tesse tele resistenti e appiccicose. Quando una preda ci finisce dentro ne localizza la posizione grazie alle vibrazioni emesse e la indebolisce con il veleno contenuto nelle sue mascelle, prima di divorarla. In Oro e Argento assume una colorazione tendente al porpora, abbandonata a partire da Cristallo in favore del verde. Nell'anime, Spinarak appare per la prima volta nel corso dell'episodio Nelle maglie della giustizia (Spinarak Attack). Raffaello e l'agente Jenny utilizzano esemplari del Pokémon.

### Ariados
Ariados (アリアドス?, Ariadosu) è un Pokémon di stadio uno di tipo Coleottero/Veleno. Si evolve da Spinarak. Viene definito il Pokémon Lungazampa. È una specie esclusiva di Pokémon Oro e Oro HeartGold. Produce un filo sottile e resistente dalla bocca e dal posteriore, con il quale immobilizza le sue prede. Le sue zampe sono uncinate permettendogli di aggrapparsi a pareti e soffitti nella sua ricerca notturna di cibo. Nell'anime, Ariados appare per la prima volta nel corso dell'episodio L'accademia dei ninja (Ariados Amigos). Nel manga Pokémon Adventures, Nina e Maschera di Ghiaccio utilizzano esemplari del Pokémon.

### Crobat
Crobat (クロバット?, Kurobatto) è un Pokémon di stadio due di tipo Volante/Veleno. Viene definito il Pokémon Pipistrello. Si evolve da Golbat. È basato su un pipistrello. Nel corso dell'evoluzione le sue zampe posteriori si sono trasformate in ali, rendendolo ancora più rapido e silenzioso nel volo. Alternando l'uso delle ali anteriori e posteriori è inoltre in grado di volare per lunghi periodi e distanze. Possiede dei denti acuminati con cui succhia il sangue delle sue vittime. Nell'anime, Crobat appare per la prima volta nel corso dell'episodio La maschera e lo scettro (Control Freak) in cui il Golbat di Brock si evolve. Nello speciale La famiglia di Brock (A Family That Battles Together, Stays Together!) di Pokémon Chronicles, Brock dona il suo Crobat al fratello Forrest.

### Chinchou
Chinchou (チョンチー?, Chonchī) è un Pokémon base di tipo Elettro/Acqua. Si evolve in Lanturn con l'aumento di livello. Viene definito il Pokémon Pescatore. Vive negli abissi oceanici, dove utilizza le antenne per illuminare i dintorni, comunicare coi suoi simili o attirare le prede. Quando queste si avvicinano le tramortisce con una forte scarica elettrica generata dai poli positivi e negativi nelle sue antenne. Nell'anime, Chinchou appare per la prima volta nel corso dell'episodio La parata (Takin' it on the Chinchou!).

### Lanturn
Lanturn (ランターン?, Rantān) è un Pokémon di stadio uno di tipo Elettro/Acqua. Si evolve da Chinchou. Viene definito il Pokémon Luce. Emette luce dall'antenna che ha sul capo grazie a una reazione chimica tra i suoi fluidi corporei e dei particolari batteri. Ciò gli ha fatto guadagnare il soprannome di "Stella degli abissi". Abbaglia le sue prede con questa luce per poi ingoiarle intere. Nell'anime, Lanturn appare per la prima volta nel corso dell'episodio Il Pokémon misterioso (The Mystery is History!). Nel manga Pokémon Adventures la capopalestra Misty possiede un esemplare di Lanturn.

### Pichu
Pichu (ピチュー?, Pichū) è un Baby Pokémon di tipo Elettro. Si evolve in Pikachu tramite felicità. Viene definito il Pokémon Topino. Ha l'aspetto di un topolino. Immagazzina energia statica nelle sacche che ha sulle guance, ma non è ancora bravo a controllarla pienamente e per questo qualsiasi disattenzione o emozione ne provocano l'involontaria fuoriuscita. Nonostante sia piccolo e ancora immaturo, le sue scariche sono già così potenti da sorprendere persino se stesso. Pichu è uno dei personaggi giocabili nei videogiochi Super Smash Bros. Melee e Super Smash Bros. Ultimate. Nell'anime, il Pokémon appare per la prima volta nel corso dell'episodio Il tempo delle mele (The Apple Corp). Una particolare Pichu, denominata Pichu Spunzorek (ギザみみピチュー?, Gizamimi Pichu), è presente nel film Pokémon: Arceus e il Gioiello della Vita. Due fratelli Pichu appaiono inoltre come personaggi ricorrenti in alcuni cortometraggi della serie. Nel manga Pokémon Adventures Oro possiede un Pichu ottenuto mediante l'allevamento dei Pikachu di Rosso e di Giallo. Junichi Masuda ha affermato che Pichu venne concepito come uno dei possibili successori di Pikachu per il ruolo di mascotte del franchise e che per via del suo design felice e ben ragionato è diventato il suo Pokémon preferito.

### Cleffa
Cleffa (ピィ?, Pii) è un Baby Pokémon di tipo Folletto. Si evolve in Clefairy tramite felicità. Viene definito il Pokémon Stella. Per via della sua forma a stella e della sua tendenza a raggrupparsi e danzare di notte in occasione di sciami meteorici si è diffusa la credenza che provenga da una stella cadente. Nell'anime, Cleffa appare per la prima volta nel corso dell'episodio Misteri del cosmo (Wish Upon a Star Shape).

### Igglybuff
Igglybuff (ププリン?, Pupurin) è un Baby Pokémon di tipo Normale/Folletto. Si evolve in Jigglypuff tramite felicità. Viene definito il Pokémon Pallone. Il suo corpo è morbido ed elastico come un pallone, tanto che per spostarsi preferisce rimbalzare, e produce un aroma delicato che placa gli animi. Si esercita continuamente nel canto ma poiché le sue corde vocali non sono ancora perfettamente sviluppate deve fare delle pause ogni tanto per non farsi venire il mal di gola. Nell'anime, Igglybuff appare per la prima volta nel corso dell'episodio Lo spettacolo (Same Old Song & Dance).

### Togepi
Togepi (トゲピー?, Togepī) è un Baby Pokémon di tipo Folletto. Si evolve in Togetic tramite felicità. Viene definito il Pokémon Pallapunte. Assorbe nel suo guscio l'affetto e la gentilezza di Pokémon e umani, per poi distribuirli in forma di fortuna e felicità alle persone gentili. Nei videogiochi della seconda, terza e quarta generazione il protagonista ottiene un uovo di Togepi da alcuni personaggi non giocanti. Il Pokémon è inoltre presente nei videogiochi Super Smash Bros. Melee, Super Smash Bros. Brawl e Super Smash Bros. per Nintendo 3DS e Wii U. Nell'anime, Togepi appare per la prima volta nel corso dell'episodio L'uovo della discordia (Who Gets to Keep Togepi?), risultando il secondo Pokémon della seconda generazione ad apparire nella serie dopo Ho-Oh nella prima puntata. Sebbene l'uovo del Pokémon sia stato trovato da Ash in Avventure preistoriche (Attack of the Prehistoric Pokémon), Togepi diventa di proprietà di Misty a causa dell'imprinting che porta il Pokémon a considerarla sua madre. La ragazza lo libera, dopo che il Pokémon si è evoluto in Togetic, nell'episodio Due mondi in bilico (A Togepi Mirage!). Un altro esemplare del Pokémon, di sesso femminile e insolitamente malvagio, è presente nel corso di Dove nessun Togepi è arrivato prima! (Where No Togepi Has Gone Before!). Nel manga Pokémon Adventures Oro ottiene un esemplare di Togepi, soprannominato Togebo (トゲたろう?, Togetarō), nato da un uovo consegnatogli dal Professor Elm e ottenuto dall'allevamento di due esemplari di Togetic appartenenti a Jasmine.

### Togetic
Togetic (トゲチック?, Togechikku) è un Pokémon base di tipo Folletto/Volante. Si evolve da Togepi ed evolve a sua volta in Togekiss tramite l'utilizzo dello strumento Pietrabrillo. Viene definito il Pokémon Felicità. È in grado di restare sospeso in volo senza sbattere le ali. Viaggia il mondo in cerca di persone gioiose e gentili, che inonda di felicità cospargendole del suo pulviscolo. Nell'anime, Togetic appare per la prima volta nel corso dell'episodio Due mondi in bilico (A Togepi Mirage!), in cui il Togepi di Misty si evolve e viene liberato dalla sua allenatrice.

### Natu
Natu (ネイティ?, Neiti) è un Pokémon base di tipo Psico/Volante. Si evolve in Xatu con l'aumento di livello. Viene definito il Pokémon Uccellino. È un uccellino ma poiché le sue ali non sono ancora completamente sviluppate si muove saltellando. Spostandosi in questo modo, si nutre del cibo che trova per terra o dei germogli che becca dai rami degli alberi. Nell'anime, Natu appare per la prima volta nel corso dell'episodio Timidezza, addio! (Doin' What Comes Natu-rally!). Nel manga Pokémon Adventures Cristallo ha posseduto un esemplare del Pokémon, in seguito evolutosi in Xatu. Nel manga Pocket Monsters il capopalestra Valerio utilizza un esemplare di Natu.

### Xatu
Xatu (ネイティオ?, Neitio) è un Pokémon di stadio uno di tipo Psico/Volante. Si evolve da Natu. Viene definito il Pokémon Magico. È considerato un Pokémon magico per via della sua capacità di vedere simultaneamente il passato e il futuro. Medita tutto il giorno nella totale immobilità mentre osserva intentamente il sole. Gli esemplari di sesso maschile di Xatu presentano sul loro corpo tre strisce di colore giallo, al contrario delle femmine in cui le righe sono solamente due. Nell'anime, Xatu appare per la prima volta nel corso dell'episodio Vedo e prevedo (Xatu the Future).

### Mareep
Mareep (メリープ?, Merīpu) è un Pokémon base di tipo Elettro. Si evolve in Flaaffy con l'aumento di livello. Viene definito il Pokémon Lana. Il manto che gli ricopre il corpo gli ricresce di continuo e lo tiene al caldo in inverno e al fresco d'estate. La lana si espande quando si carica di elettricità, permettendo a Mareep di dare la scossa o di illuminare la lampadina che ha sulla coda. Nell'anime, Mareep appare per la prima volta nel corso dell'episodio Un soffice amico (Mild'n Wooley).

### Flaaffy
Flaaffy (モココ?, Mokoko) è un Pokémon di stadio uno di tipo Elettro. Si evolve in Ampharos con l'aumento di livello. Viene definito il Pokémon Lana. Nelle parti del corpo in cui ha accumulato troppa carica elettrostatica ha perso il suo manto lanoso, mentre quel poco che gli è rimasto è di una qualità tale da permettergli comunque di ammassare grandi quantitativi di elettricità. Per schermarlo dalle scosse la sua pelle è spessa e gommosa. Nell'anime, Flaaffy appare per la prima volta nel corso dell'episodio Forza e bellezza (All Things Bright and Beautifly!). Il Marshtomp di Brock s'infatua di un esemplare del Pokémon nell'episodio La farmacia (A Chip Off the Old Brock).

### Ampharos
Ampharos (デンリュウ?, Denryū) è un Pokémon di stadio due di tipo Elettro. Si evolve da Flaaffy. Viene definito il Pokémon Luce. La punta della sua coda emana una forte luce, visibile addirittura dallo spazio e usata come riferimento per chi si è perso o per inviare messaggi a grandi distanze. In Pokémon X e Y ottiene una megaevoluzione denominata MegaAmpharos. In questa forma acquisisce il tipo aggiuntivo Drago e parte del manto che aveva perso in precedenza gli ricresce. In Oro e Argento, Cristallo e Oro HeartGold e Argento SoulSilver un Ampharos di nome Amphy vive nel faro di Olivinopoli ed è allenato dalla capopalestra Jasmine. Nell'anime, Ampharos appare per la prima volta nel corso dell'episodio Avventure al faro! (Fight for the Light). Il Pokémon, di proprietà di Jasmine, è inoltre presente in Un volo difficoltoso (Throwing in the Noctowl!). Lo Skitty di Vera sconfigge l'Ampharos di proprietà dell'assistente di Walter nel corso di Incontri tra amici (Manectric Charge!).

### Bellossom
Bellossom (キレイハナ?, Kireihana) è un Pokémon di stadio due di tipo Erba. Si evolve da Gloom. Viene definito il Pokémon Fiore. Ama il sole e per questo vive a latitudini tropicali. Si riunisce coi suoi simili per danzare in compagnia; lo sfregamento dei petali durante queste danze produce effetti di luce e un suono gradevole e rilassante. Appare nei videogiochi Super Smash Bros. Melee e Super Smash Bros. per Nintendo 3DS e Wii U all'interno di una Poké Ball. Nell'anime, Bellossom appare per la prima volta nel corso dell'episodio Il potere della danza (Flower Power).

### Marill
Marill (マリル?, Mariru) è un Pokémon base di tipo Acqua/Folletto. Si evolve da Azurill ed evolve a sua volta in Azumarill con l'aumento di livello. Viene definito il Pokémon Acquatopo. Ha l'aspetto di un topo ma perfettamente adattato alla vita acquatica: la sua pelliccia è infatti idrorepellente e lo tiene asciutto e al caldo anche nelle acque più fredde, mentre la coda, contenente un olio più leggero dell'acqua, funge da boa permettendogli di stare a galla senza sforzo. La coda è inoltre elastica, così, mentre la punta rimane sul pelo dell'acqua, Marill può immergersi per cibarsi di piante acquatiche. Nell'anime, Marill appare per la prima volta nel corso dell'episodio Il messaggio in bottiglia (The Crystal Onix) ed è uno dei Pokémon utilizzati da Tracey Sketchit e da Cetra.

### Azumarill
Azumarill (マリルリ?, Mariruri) è un Pokémon di stadio uno di tipo Acqua/Folletto. Si evolve da Marill. Viene definito il Pokémon Acquniglio. È un coniglio acquatico. Trascorre gran parte della sua giornata a nuotare; nell'acqua si mimetizza grazie alla sua forma, al colore e ai motivi che ha sul petto. Le sue grandi orecchie sono estremamente sensibili, permettendogli di individuare il più piccolo rumore anche in ambienti molto chiassosi. Nell'anime, Azumarill appare per la prima volta nel corso dell'episodio Colpo di fulmine (Love, Totodile Style). È uno dei Pokémon utilizzati da Paul, che lo dona poi a un ragazzo nel corso di Un aspro finale (A Gruff Act to Follow).

### Sudowoodo
Sudowoodo (ウソッキー?, Usokkī) è un Pokémon base di tipo Roccia. Si evolve da Bonsly. Viene definito il Pokémon Imitazione. Per evitare i nemici imita l'aspetto di un albero, ma la sua composizione rocciosa, la fobia per l'acqua e le zampe anteriori verdi anche d'inverno ne rivelano l'inganno. Gli esemplari di sesso femminile di Sudowoodo hanno i rami sulla testa di dimensioni inferiori rispetto a quelli dei maschi. Sudowoodo è stato concepito da Ken Sugimori. Per sfruttare le caratteristiche del Pokémon in modo originale, in Oro e Argento, Cristallo e Oro HeartGold e Argento SoulSilver venne posto come ostacolo all'attraversamento della regione di Johto. Nell'anime, Sudowoodo appare per la prima volta nel corso dell'episodio Il Pokémon della discordia (Type Casting). Brock possiede un esemplare del Pokémon, evolutosi da Bonsly nel corso di Ci pensa Brock! (Leave it to Brocko!).

### Politoed
Politoed (ニョロトノ?, Nyorotono) è un Pokémon di stadio due di tipo Acqua. Si evolve da Poliwhirl. Viene definito il Pokémon Rana. È basato su una rana dall'atteggiamento regale. Più è vistoso e arricciato il pennacchio che ha sulla testa e possente il suo canto, maggiore sarà il rispetto che gli tributano i suoi pari e le schiere di Poliwag e Poliwhirl pronte a servirlo. Gli esemplari di sesso femminile di Politoed presentano gote di dimensione inferiore rispetto a quelle dei maschi. Nell'anime, Politoed appare per la prima volta nel corso dell'episodio Un nuovo piano (Outrageous Fortunes) in cui avviene l'evoluzione del Poliwhirl di Misty.

### Hoppip
Hoppip (ハネッコ?, Hanekko) è un Pokémon base di tipo Erba/Volante. Si evolve in Skiploom con l'aumento di livello. Viene definito il Pokémon Gramigna. "Gramigna" è il nome utilizzato per definire alcune piante infestanti. È talmente leggero che un vento poco più forte di una brezza è sufficiente per farlo volare via lontano; per evitarlo, si aggrappa al suolo o si stringe ai suoi simili. Nell'anime, Hoppip appare per la prima volta nel corso dell'episodio Il tornado (Foul Weather Friends). In Arrivo a Forestopoli! (Who's Flying Now?) James del Team Rocket viene truffato con l'acquisto di un Hoppip travestito da Chimecho.

### Skiploom
Skiploom (ポポッコ?, Popokko) è un Pokémon di stadio uno di tipo Erba/Volante. Si evolve da Hoppip ed evolve a sua volta in Jumpluff con l'aumento di livello. Viene definito il Pokémon Gramigna. Il fiore che ha sulla testa si apre e si chiude in base alla temperatura e alle condizioni meteorolgiche, per questo il Pokémon è utilizzato anche come termometro. Fluttua nell'aria per assorbire ancora più da vicino i raggi solari. Nell'anime, Skiploom appare per la prima volta nel corso dell'episodio Un torneo speciale (The Grass Route).

### Jumpluff
Jumpluff (ワタッコ?, Watakko) è un Pokémon di stadio due di tipo Erba/Volante. Si evolve da Skiploom. Viene definito il Pokémon Gramigna. I suoi batuffoli di cotone gli consentono di volare sospeso dal vento e di attraversare oceani e continenti. Così facendo sparge ovunque i suoi semi per riprodursi. Nell'anime, Jumpluff appare per la prima volta nel corso dell'episodio L'ambasciatore di pace (Bulbasaur... the Ambassador!). L'agente Jenny ed Eugenius possiedono esemplari del Pokémon.

### Aipom
Aipom (エイパム?, Eipamu) è un Pokémon base di tipo Normale. Si evolve in Ambipom con l'aumento di livello dopo aver appreso la mossa Doppiosmash. Viene definito il Pokémon Lungacoda. Utilizza l'appendice a forma di mano che ha in cima alla lunga coda per qualsiasi operazione, cosicché le sue mani sono diventate piuttosto maldestre. Con la coda, inoltre, si bilancia e si aggrappa mentre salta di ramo in ramo sugli alberi in cui vive. Gli esemplari di sesso femminile possiedono un ciuffo più accentuato rispetto a quello dei maschi. Nell'anime, Aipom appare per la prima volta nel corso dell'episodio Una fonte di guai (A Hot Water Battle). In Lo scontro con Drew (Channeling the Battle Zone) Ash cattura un esemplare del Pokémon che scambia successivamente per il Buizel di Lucinda nel corso di Scambio di Pokémon (Throwing the Track Switch).

### Sunkern
Sunkern (ヒマナッツ?, Himanattsu) è un Pokémon base di tipo Erba. Si evolve in Sunflora tramite l'utilizzo dello strumento Pietrasolare. Viene definito il Pokémon Seme. Ha l'aspetto di un seme, con piccole foglie in testa che agita in caso di necessità per scacciare chi lo attacca e che costituiscono la sua unica difesa. Cerca di preservare tutte le sue energie in vista dell'evoluzione, muovendosi il meno possibile e nutrendosi solo di rugiada. Nell'anime, Sunkern appare per la prima volta nel corso dell'episodio Nozze d'oro (Moving Pictures) in cui un esemplare si evolve in Sunflora dopo essere stato esposto alla Pietrasolare di Ash. Nel manga Pokémon Adventures Oro possiede un esemplare di Sunkern, in seguito evolutosi in Sunflora.

### Sunflora
Sunflora (キマワリ?, Kimawari) è un Pokémon di stadio uno di tipo Erba. Si evolve da Sunkern. Viene definito il Pokémon Sole. Trasforma la luce solare in energia, per questo è attivo di giorno e si rivolge sempre verso il sole; di notte invece richiude i petali e si riposa. Nel corso delle varie generazioni il numero di petali di Sunflora varia da sette a otto. Nell'anime, Sunflora appare per la prima volta nel corso dell'episodio Un sorriso per vincere (Grin to Win). È uno dei travestimenti più utilizzati da Meowth del Team Rocket. Sunflora è inoltre uno dei protagonisti dello speciale dedicato a Pokémon Mystery Dungeon: Esploratori del tempo ed Esploratori dell'oscurità.

### Yanma
Yanma (ヤンヤンマ?, Yanyanma) è un Pokémon base di tipo Coleottero/Volante. Si evolve in Yanmega con l'aumento di livello dopo aver appreso la mossa Forzantica. Viene definito il Pokémon Alachiara. I suoi grandi occhi gli permettono di vedere a 360º. Una volta individuata una preda la insegue in volo, sbattendo le ali ad altissima velocità e potendo così rimanere sospeso a mezz'aria ed eseguire rapide virate. Nell'anime, Yanma appare per la prima volta nel corso dell'episodio Un Pokémon indisciplinato (Wings 'N' Things). In Una cattura difficile (The Thief That Keeps on Thieving!) Jessie del Team Rocket cattura un esemplare del Pokémon, che si evolve poi in Yanmega. Anche Franklin possiede uno Yanma.

### Wooper
Wooper (ウパー?, Upā) è un Pokémon base di tipo Acqua/Terra. Si evolve in Quagsire con l'aumento di livello. Viene definito il Pokémon Acquapesce. Vive nell'acqua fredda. La sera si avventura sulla terraferma per cacciare, ricoprendo il suo corpo con una mucosa vischiosa e irritante che lo tiene idratato. Gli esemplari di sesso femminile presentano antenne più corte e con meno ramificazioni rispetto ai maschi. Nella regione di Paldea ha una forma regionale di tipo Veleno e Terra che può evolvere in Clodsire. Nell'anime, Wooper appare per la prima volta nel corso dell'episodio Così piccoli eppure così forti (No Big Woop). Uno dei tre colori della console Pokémon mini è ispirato a Wooper. Nel videogioco di ruolo Dragon Quest IX: Le sentinelle del cielo è inoltre presente un personaggio basato sul Pokémon e chiamato Wooper Trooper.

### Quagsire
Quagsire (ヌオー?, Nuō) è un Pokémon di stadio uno di tipo Acqua/Terra. Si evolve da Wooper. Viene definito il Pokémon Acquapesce. Il suo corpo vischioso e la sua natura rilassata non lo fanno preoccupare più di tanto se durante il nuoto urta contro qualche ostacolo. Pigro e sornione, piuttosto che cacciare attivamente attende sul fondale con la bocca spalancata il passaggio di una preda. Gli esemplari di sesso femminile presentano pinne adipose meno accentuate rispetto ai maschi. Nell'anime, Quagsire appare per la prima volta nel corso dell'episodio Cerimonia al chiaro di luna (Once in a Blue Moon). È uno dei Pokémon utilizzati da Misty, Omar e Terrie.

### Espeon
Espeon (エーフィ?, Ēfi) è un Pokémon di stadio uno di tipo Psico. Si evolve da Eevee. Viene definito il Pokémon Sole. È molto leale verso il suo allenatore. Con il pelo sensibile può analizzare le correnti d'aria e prevedere così le condizioni atmosferiche o le mosse del nemico. Emana i suoi poteri psichici dalla sfera che ha sulla fronte, la quale si potenzia al sole. Nel videogioco Pokémon Colosseum è uno dei due Pokémon iniziali insieme a Umbreon. Nell'anime, Espeon appare per la prima volta nel corso dell'episodio Non c'è quattro senza cinque (Espeon Not Included!). Lo stesso Pokémon, di proprietà di Sakura, viene utilizzato nello speciale di Pokémon Chronicles La medaglia blu del coraggio (The Blue Badge of Courage). Altri allenatori che utilizzano esemplari del Pokémon sono Demetra e Alberta.

### Umbreon
Umbreon (ブラッキー?, Burakkī) è un Pokémon di stadio uno di tipo Buio. Si evolve da Eevee. Viene definito il Pokémon Lucelunare. Adora la notte e la luce lunare, che ne ha provocato l'evoluzione e gli conferisce un insolito potere. Quando caccia nella più completa oscurità, i cerchi che ha sul corpo brillano, spaventando le sue vittime mentre gli balza addosso. Se agitato, secerne un sudore velenoso che spruzza addosso ai suoi avversari. Nel videogioco Pokémon Colosseum è uno dei due Pokémon iniziali insieme a Espeon. Nell'anime, Umbreon è uno dei Pokémon utilizzati da Gary Oak, Karen, Valentina e Demetra.

### Murkrow
Murkrow (ヤミカラス?, Yamikarasu) è un Pokémon base di tipo Buio/Volante. Si evolve in Honchkrow tramite l'utilizzo dello strumento Neropietra. Viene definito il Pokémon Oscurità. È un Pokémon notturno, temuto e disprezzato per via della diceria che porti sfortuna. Se inseguito tenta di far perdere le sue tracce attirando i nemici in foreste o crepacci. È fortemente arritato da tutto ciò che luccica, arrivando anche a rubare gioielleria agli umani e a nasconderla in un luogo segreto. Nell'anime, Murkrow appare per la prima volta nel corso dell'episodio Non è tutto oro quel che luccica (All That Glitters). Paul possiede un esemplare del Pokémon che successivamente si evolve in Honchkrow. Nel manga Pokémon Adventures Oro, Argento e Crystal catturano esemplari di Murkrow.

### Slowking
Slowking (ヤドキング?, Yadokingu) è un Pokémon di stadio uno di tipo Acqua/Psico. Si evolve da Slowpoke. Viene definito il Pokémon Reale. Nella descrizione del Pokédex Slowking si evolve quando uno Shellder morde sulla testa uno Slowpoke. Il veleno prodotto da Shellder penetra nel cranio di Slowking, rendendolo incredibilmente intelligente e risvegliando in lui forti poteri psichici. Pensa costantemente a soluzioni e nuove idee per svelare i misteri e risolvere i problemi del mondo. Nell'anime, Slowking appare per la prima volta nel corso del film Pokémon 2 - La forza di uno; a questo esemplare è inoltre dedicato il cortometraggio Yadoking no ichinichi (ヤドキングのいちにち?), pubblicato come extra della pellicola. Nell'episodio La leggenda (A Crowning Achievement) alcuni Slowpoke tentano di evolversi in Slowking, ma solamente uno riuscirà nell'impresa. Conway possiede uno Slowking che utilizza per la prima volta nel corso di Il torneo di doppi incontri (Tag! We're It...!).

### Misdreavus
Misdreavus (ムウマ?, Mu'uma) è un Pokémon base di tipo Spettro. Si evolve in Mismagius tramite l'utilizzo dello strumento Neropietra. Viene definito il Pokémon Strido. Vaga di notte emettendo acute strida o giocando brutti scherzi alla gente per spaventarla e assorbire poi la loro paura per usarla come fonte di energia tramite la collana di sfere rosse che ha al collo. Nell'anime, Misdreavus appare per la prima volta nel corso dell'episodio Forti emozioni (Entei at Your Own Risk). È inoltre uno dei Pokémon utilizzati da Fannie e Zoey. Misdreavus è il primo Pokémon esclusivamente di tipo Spettro a essere introdotto nella serie ed è considerato uno dei più carini del suo tipo.

### Unown
Unown (アンノーン?, An'nōn) è un Pokémon base di tipo Psico. Viene definito il Pokémon Simbolo. Ne esistono di 28 forme differenti: 26 introdotte nella seconda generazione, che richiamano gli altrettanti caratteri dell'alfabeto latino, e due, rispettivamente a forma di punto interrogativo e di punto esclamativo, che hanno debuttato nella terza generazione. La descrizione del Pokédex afferma che i diversi tipi di Unown hanno abilità differenti e stanno a simboleggiare lettere di un antico alfabeto o forse le hanno ispirate. Nei giochi è possibile consultare le differenti forme di Unown utilizzando l'Unown Dex nel corso della seconda generazione o lo strumento UnownBloc (アンノーンノート? Unown Report) nella quarta. Nell'anime, gli Unown sono protagonisti del film Pokémon 3 - L'incantesimo degli Unown. In L'altra dimensione (Address Unown!) il Team Rocket tenta invano di catturare un Unown G. Numerosi esemplari del Pokémon sono inoltre presenti nell'episodio Viaggio nell'Unown (Journey to the Unown!) e nel film Pokémon: L'ascesa di Darkrai. Nel manga Pokémon Adventures il capopalestra Raffaello cattura un esemplare di Unown G.

### Wobbuffet
Wobbuffet (ソーナンス?, Sōnansu) è un Pokémon base di tipo Psico. Si evolve da Wynaut. Viene definito il Pokémon Pazienza. È un Pokémon paziente e tranquillo, che non attacca mai per primo e vive rintanato al buio per nascondere la sua coda nera, nei confronti della quale è molto protettivo. Se incontra un rivale della sua specie può diventare competitivo e cercare di battere il suo avversario in un'estenuante gara di resistenza. Gli esemplari di sesso femminile presentano del rossetto sulle labbra. Nell'anime, Wobbuffet appare per la prima volta nel corso dell'episodio La fiera (Tricks of the Trade) in cui Jessie del Team Rocket scambia per errore il suo Lickitung per un esemplare del Pokémon; da allora Wobbuffet ha un ruolo di rilievo nelle apparizioni del trio soprattutto come espediente comico. Anche la capopalestra Sabrina, l'agente Jenny, l'infermiera Joy e Demetra utilizzano esemplari del Pokémon. In La sagra (Wobbu-palooza) è presente un villaggio situato nella regione di Johto in cui si tiene una festa annuale dedicata a Wobbuffet.

### Girafarig
Girafarig (キリンリキ?, Kirinriki) è un Pokémon base di tipo Normale/Psico, si evolve in Farigiraf. Viene definito il Pokémon Lungocollo. È un erbivoro che impiega il suo collo lungo per raggiungere le erbe e i germogli di cui si nutre. La sua coda è provvista di un piccolo cervello autonomo, che non dorme mai e che può reagire a suoni e odori, muovendosi e mordendo. Gli esemplari di sesso femminile presentano un'area di colore giallo più ampia rispetto a quella dei maschi. Nell'anime, Girafarig appare per la prima volta nel corso dell'episodio Questione di telepatia (The Psychic Sidekicks). È inoltre uno dei Pokémon utilizzati da Angelo, Alfredo e Morrison.

### Pineco
Pineco (クヌギダマ?, Kunugidama) è un Pokémon base di tipo Coleottero. Si evolve in Forretress con l'aumento di livello. È una larva dall'aspetto di pigna. Tramite un liquido colloso che secerne dalla bocca aggiunge altri strati di corteccia alle sue scaglie, proteggendosi così dagli attacchi dei nemici. Tuttavia così facendo diventa incredibilmente pesante e se l'albero su cui dimora viene scosso, Pineco cade a terra esplodendo. Rimane immobile sui rami in attesa del passaggio di una preda. Nell'anime, Pineco appare per la prima volta nel corso dell'episodio Uno strano frutto (Goin' Apricorn) in cui Brock cattura un esemplare del Pokémon; questi si evolve in Forretress in Forti emozioni (Entei at Your Own Risk).

### Forretress
Forretress (フォレトス?, Foretosu) è un Pokémon di stadio uno di tipo Acciaio/Coleottero. Si evolve da Pineco. Protegge il suo corpo in uno spesso guscio d'acciaio, tanto che nessuno conosce il suo vero aspetto. Rimane solitamente immobile attaccato ai rami degli alberi, ma se si avvicina un pericolo scaglia pezzi di guscio, mentre al passaggio di una preda la cattura rapidamente nella sua corazza. Nell'anime, Forretress appare per la prima volta nel corso dell'episodio Forti emozioni (Entei at Your Own Risk) in cui il Pineco di Brock si evolve. Anche Koga, Nina e Jasmine utilizzano esemplari del Pokémon. Nel manga Pokémon Adventures la capopalestra Nina possiede un esemplare di Forretress.

### Dunsparce
Dunsparce (ノコッチ?, Nokocchi) è un Pokémon base di tipo Normale si evolve in Dudunsparce. È ispirato alla creatura leggendaria giapponese tsuchinoko. Ha infatti il corpo di un serpente appiattito, due canini pronunciati e piccole ali che gli consentono brevi voli. Vive rintanato nel sottosuolo scavando profonde e complesse gallerie nel terreno con la sua coda a forma di trapano. È molto schivo e se qualcuno lo avvista fugge via rapidamente. Nell'anime, Dunsparce appare per la prima volta nel corso dell'episodio Baratto con inganno (The Dunsparce Deception).

### Gligar
Gligar (グライガー?, Guraigā) è un Pokémon base di tipo Terra/Volante. Si evolve in Gliscor con l'aumento di livello di notte tenendo lo strumento Affilodente. È una specie esclusiva di Pokémon Oro e Oro HeartGold. Ha l'aspetto di uno scorpione alato. Nidifica su alte scogliere. Quando individua una preda si avvicina in volo, la atterra e le inietta il veleno che ha nella coda. Gli esemplari di sesso femminile presentano un aculeo di dimensioni inferiori rispetto a quello dei maschi. Nel corso delle generazioni la colorazione del Pokémon è variata dal porpora al rosa, passando per il viola. Nell'anime, Gligar appare per la prima volta nel corso dell'episodio Supereroi (The Superhero Secret). In Tutta colpa del vento (Riding the Winds of Change!) Ash cattura un esemplare del Pokémon che si evolve in Gliscor nel corso di Combattere la paura con la paura (Fighting Fear With Fear!).

### Steelix
Steelix (ハガネール?, Haganēru) è un Pokémon di stadio uno di tipo Acciaio/Terra. Si evolve da Onix. Assomiglia a un serpente. Il suo corpo ferroso è diventato più duro del diamante grazie alle enormi pressioni che vigono alle profondità in cui vive. Gli esemplari di sesso femminile presentano un numero inferiore di zanne rispetto ai maschi. In Pokémon Rubino Omega e Zaffiro Alpha ottiene una megaevoluzione denominata MegaSteelix. Nell'anime, Steelix è uno dei Pokémon utilizzati da Brock, Bruno, Jasmine, Petra, Ferruccio, Vulcano, Fortunata, Harrison e Morrison.

### Snubbull
Snubbull (ブルー?, Burū) è un Pokémon base di tipo Folletto. Si evolve in Granbull con l'aumento di livello. Nonostante l'aspetto spaventoso e gli atteggiamenti intimidatori che ogni tanto assume nei confronti di Pokémon più piccoli e persone, è un Pokémon codardo, affettuoso e giocherellone. È molto popolare tra le donne. Nell'anime, Snubbull appare per la prima volta nel corso dell'episodio Credi sempre in te stesso (Snubbull Snobbery), in cui un esemplare del Pokémon di sesso femminile e di proprietà di Madame Muchmoney è attratto dalla coda di Meowth. Snubbull segue il Team Rocket fino all'episodio Il Pokémon ritrovato (Trouble With Snubbull), quando si evolve in Granbull. Nel manga Pokémon Adventures Verde possiede un esemplare del Pokémon.

### Granbull
Granbull (グランブル?, Guranburu) è un Pokémon di stadio uno di tipo Folletto. Si evolve da Snubbull. Sta sempre reclinato col capo in avanti per via delle zanne pesanti e voluminose, grazie alle quali può infliggere morsi dolorosi. Raramente però diventa aggressivo a meno che non venga provocato, e di solito ha un atteggiamento timido e riservato. Nel corso delle generazioni il colore del Pokémon è variato dal rosa al porpora, passando per il viola. Nell'anime, Granbull appare per la prima volta nel corso dell'episodio Il Pokémon ritrovato (Trouble With Snubbull) in cui si evolve lo Snubbull che seguiva Meowth del Team Rocket. Angelo, Furio e Cassidy possiedono esemplari del Pokémon. Nel manga Pokémon Adventures Granbull è uno dei Pokémon di Verde.

### Qwilfish
Qwilfish (ハリーセン?, Harīsen) è un Pokémon base di tipo Acqua/Veleno. Può gonfiarsi come un pallone ingoiando grandi quantità d'acqua; con la pressione accumulata spara poi i suoi aculei tossici in tutte le direzioni. Nell'anime, Qwilfish appare per la prima volta nel corso dell'episodio La prima fase (Dueling Heroes). La sua forma di Hisui è di doppio tipo Buio/Veleno ed evolve in Overqwil.

### Scizor
Scizor (ハッサム?, Hassamu) è un Pokémon di stadio uno di tipo Coleottero/Acciaio. Si evolve da Scyther. Il suo corpo è duro come l'acciaio e lo protegge dalla maggior parte degli attacchi. Possiede due grandi chele che agita e sbatte per spaventare e attaccare i nemici. Per non surriscaldarsi troppo durante la lotta sbatte le piccole ali che ha sulla schiena, regolando così la propria temperatura corporea. Gli esemplari di sesso femminile presentano un addome più ampio rispetto a quello dei maschi. In Pokémon X e Y ottiene una megaevoluzione denominata MegaScizor. In questa forma le sue chele assumono una forma più articolata, permettendogli di fare a pezzi qualsiasi cosa afferri. Il peso aggiuntivo e l'energia necessaria a mantenere la megaevoluzione, tuttavia, lo stancano rapidamente in caso di battaglie prolungate. Nell'anime, Scizor appare per la prima volta nel corso dell'episodio Incontri virtuali (Wired For Battle) in cui viene utilizzato in una battaglia contro l'Heracross di Ash. Altri allenatori che utilizzano esemplari del Pokémon sono Gary Oak,Aaron e Goh. Nel manga Pokémon Adventures Blu possiede un esemplare di Scizor.

### Shuckle
Shuckle (ツボツボ?, Tsubotsubo) è un Pokémon base di tipo Coleottero/Roccia. Viene definito il Pokémon Muffa. Ama la tranquillità e per questo trascorre gran parte del giorno nascosto sotto le rocce senza fare il minimo rumore. Nel suo guscio raccoglie bacche, le quali col tempo marciscono trasformandosi in un succo prelibato. Shuckle è il Pokémon dotato delle più alte statistiche di Difesa e Difesa Speciale. Nell'anime, Shuckle appare per la prima volta nel corso dell'episodio Come domare un Pokémon (A Better Pill to Swallow) in cui appare un esemplare cromatico del Pokémon. È uno dei Pokémon utilizzati da Fortunata, Conway e Butch del Team Rocket.

### Heracross
Heracross (ヘラクロス?, Herakurosu) è un Pokémon base di tipo Coleottero/Lotta. La sua caratteristica principale è il grosso corno a forma di croce che ha sulla testa, col quale infilza e scaglia lontano seccatori e nemici. È dotato di una forza enorme e di una corazza resistentissima. Nonostante la sua abilità nel combattimento, è pacifico e tranquillo e passa la maggior parte del tempo a cibarsi di linfa, nettare e miele. Gli esemplari di sesso femminile presentano un corno che termina a forma di cuore. In X e Y ottiene una megaevoluzione denominata MegaHeracross, che irrobustisce ulteriormente le sue braccia e gli fa spuntare un corno aggiuntivo. Nell'anime, Heracross appare per la prima volta nel corso dell'episodio L'equilibrio naturale (A Sappy Ending) in cui Ash ne cattura un esemplare. Anche Barry, Conway, Aaron, Raffaello e Valentina utilizzano esemplari del Pokémon.

### Sneasel
Sneasel (ニューラ?, Nyūra) è un Pokémon base di tipo Buio/Ghiaccio. Si evolve in Weavile con l'aumento di livello di notte tenendo lo strumento Affilartigli, mentre la sua forma di Hisui (di tipo Lotta/Veleno) si evolve in Sneasler se tiene l'Affilartigli di giorno. È ispirato alla creatura leggendaria giapponese kamaitachi. È famigerato per la sua natura scaltra e maligna. I suoi artigli sono lunghi e affilati come lame e vengono utilizzati per attaccare gli avversari o arrampicarsi sugli alberi, dove ruba poi le uova dai nidi incustoditi e se ne ciba. Spesso due o più esemplari collaborano nella caccia, ma in seguito sorgono dei contrasti per spartirsi il bottino. Gli esemplari di sesso femminile presentano una piuma di lunghezza inferiore rispetto a quella dei maschi. Nell'anime, Sneasel è uno dei Pokémon utilizzati da Bianca e da Harrison. Nell'episodio Gara di cucina (Hail to the Chef) uno Sneasel sfida un Mr. Mime in una gara culinaria, tuttavia i piatti preparati dal Pokémon hanno un ottimo sapore, ma un aspetto terribile, mentre il suo avversario soffre del problema opposto. Al termine dell'episodio le sorelle, proprietarie dei rispettivi Pokémon, decidono di allearsi e gestire insieme il ristorante lasciato in eredità dal padre. Nel manga Pokémon Adventures Argento possiede un esemplare di Sneasel.

### Teddiursa
Teddiursa (ヒメグマ?, Himeguma) è un Pokémon base di tipo Normale. Si evolve in Ursaring con l'aumento di livello. È una specie esclusiva di Pokémon Oro e Oro HeartGold. Ha l'aspetto di un orsetto con un marchio a forma di mezzaluna sulla fronte. È ghiotto di miele e ha l'abitudine di immergere le zampe in esso per poi leccarle. Nell'anime, Teddiursa appare per la prima volta nel corso dell'episodio Un orsetto dispettoso (UnBEARable). È inoltre presente nel film Pokémon 3 - L'incantesimo degli Unown.

### Ursaring
Ursaring (リングマ?, Ringuma) è un Pokémon di stadio uno di tipo Normale. Si evolve da Teddiursa e, a Hisui, si evolve in Ursaluna se viene esposto a un blocco di torba durante la luna piena. Quando non è in letargo passa gran parte del giorno alla ricerca di cibo e a mangiare. Grazie al suo olfatto sviluppato individua il cibo sugli alberi o sotto terra e lo raggiunge arrampicandosi, scrollando i tronchi o scavando con le sue zampe poderose. Gli esemplari di sesso femminile presentano una quantità maggiore di peli sulle spalle rispetto ai maschi. Nell'anime, Ursaring appare per la prima volta nel corso dell'episodio La tregua (Forest Grumps). È inoltre presente nel corso dei lungometraggi Pokémon 4Ever e Pokémon: Giratina e il Guerriero dei Cieli. Ne Il bosco delle illusioni (Different Strokes for Different Blokes) Paul cattura un esemplare del Pokémon.

### Slugma
Slugma (マグマッグ?, Magumaggu) è un Pokémon base di tipo Fuoco. Si evolve in Magcargo con l'aumento di livello. Il suo corpo è composto interamente di lava e magma. Per questo vive in zone calde e vulcaniche e non può fermarsi mai per evitare che il proprio corpo si raffreddi e inizi a solidificarsi. Nell'anime, Slugma appare per la prima volta nel corso dell'episodio Le semifinali (Love, Pokémon Style!). La capopalestra Fiammetta possiede due esemplari del Pokémon.

### Magcargo
Magcargo (マグカルゴ?, Magukarugo) è un Pokémon di stadio uno di tipo Fuoco/Roccia. Si evolve da Slugma. Il guscio che ha sul dorso è formato da lava raffredatasi e solidificatasi. Poiché è molto fragile Magcargo ne perde continuamente dei pezzi, ma essa riacquista le sue dimensioni originarie se viene immersa nel magma. Ogni tanto il suo corpo rovente di lava produce intense fiammate che lo avvolgono interamente. Nell'anime, Magcargo appare per la prima volta nel corso dell'episodio Rivalità (Some Like it Hot!). In Una capopalestra inesperta (Poetry Commotion!) uno Slugma di Fiammetta si evolve in Magcargo.

### Swinub
Swinub (ウリムー?, Urimū) è un Pokémon base di tipo Ghiaccio/Terra. Si evolve in Piloswine con l'aumento di livello. Ha l'aspetto di un maiale. Lo si trova spesso a grufolare con il muso per terra in cerca di cibo seguendo il suo olfatto sensibile. Scavando sotto al ghiaccio o alle foglie secche trova funghi, bacche e talvolta sorgenti di acqua calda. La versione cromatica di Swinub ha variato colorazione nel corso delle generazioni passando da blu nella seconda, al grigio della terza, e infine al verde dalla quarta in poi. Nell'anime, Swinub appare per la prima volta nel corso dell'episodio A caccia di sorgenti (Spring Fever). Lucinda ne cattura un esemplare in Un Pokémon insaziabile! (Hungry For the Good Life!). Anche Fortunata possiede uno Swinub. Nel manga Pokémon Adventures Alfredo utilizza un esemplare di Swinub.

### Piloswine
Piloswine (イノムー?, Inomū) è un Pokémon di stadio uno di tipo Ghiaccio/Terra. Si evolve da Swinub ed evolve a sua volta in Mamoswine dopo aver appreso la mossa Forzantica. È un suino perfettamente adattato alla vita in climi polari. È infatti coperto da una folta pelliccia che lo tiene al caldo, ha delle zampe robuste e degli zoccoli che gli assicurano equilibrio anche sul ghiaccio, e delle zanne con le quali scava tra i ghiacci e la neve per raggiungere il cibo. Poiché il pelo gli copre la vista, tende a caricare gli avversari alla cieca affidandosi ai suoi e all'olfatto. Gli esemplari di sesso femminile presentano zanne di lunghezza inferiore rispetto a quelle dei maschi. Nell'anime, Piloswine è uno dei Pokémon utilizzati da Lucinda. Anche Lorelei, Alfredo e Bianca possiedono esemplari di Piloswine.

### Corsola
Corsola (サニーゴ?, Sanīgo) è un Pokémon base di tipo Acqua/Roccia. Il suo corpo è composto da corallo che cresce in varie ramificazioni e risplende al sole; Corsola ne perde occasionalmente dei pezzi ma questi ricrescono in breve tempo. Adora le acque limpide e calde dei mari del sud, dove forma grandi colonie che offrono riparo e sostegno a Pokémon e umani, come ad esempio la città di Orocea nella regione di Hoenn. Nell'ottava generazione è stata introdotta la forma di Galar, di tipo Spettro. Questa forma regionale è ispirata a un corallo sbiancato ed evolve in Cursola tramite livello. Nell'anime, Corsola appare per la prima volta nel corso dell'episodio Prima tappa sulle isole (Around the Whirlpool). In I Pokémon dispersi (A Corsola Caper) Misty cattura un esemplare del Pokémon. Anche il Professor Elm, Jasmine e Rodolfo possiedono esemplari di Corsola.

### Remoraid
Remoraid (テッポウオ?, Teppouo) è un Pokémon base di tipo Acqua. Si evolve in Octillery con l'aumento di livello. È in grado di spruzzare getti d'acqua dalla bocca a grande distanza e con enorme precisione per colpire le sue prede. Usa la sua pinna dorsale come una ventosa per aggrapparsi a un Mantine, vivendo in simbiosi con esso e nutrendosi dei suoi avanzi. Il Pokémon è in grado di provocare l'evoluzione di Mantyke in Mantine, per questo quest'ultimo viene spesso raffigurato con un Remoraid attaccato a una sua pinna. Nell'anime, Remoraid appare per la prima volta nel corso dell'episodio Un misterioso arcobaleno (The Light Fantastic).

### Octillery
Octillery (オクタン?, Okutan) è un Pokémon di stadio uno di tipo Acqua. Si evolve da Remoraid. Cerca riparo nelle fessure delle rocce marine o nelle tane di altri Pokémon. Afferra i nemici e le prede con le ventose che ha sui tentacoli per poi colpirli con delle violente capocciate. In presenza di avversari troppo forti, invece, sputa una nuvola d'inchiostro per poi battere in ritirata. Gli esemplari di sesso femminile presentano ventose di dimensioni inferiori rispetto a quelle dei maschi. Nell'anime, Octillery appare per la prima volta nel corso dell'episodio Il Pokémon messo da parte (Octillery The Outcast!). È uno dei Pokémon utilizzati da Corrado e da Harley.

### Delibird
Delibird (デリバード?, Deribādo) è un Pokémon base di tipo Ghiaccio/Volante. È una specie esclusiva di Pokémon Argento e Argento SoulSilver. Nidifica su scogliere o catene montuose e accudisce i piccoli portando loro cibo che avvolge e trasporta nella larga coda. È anche generoso e compassionevole, e se nota un Pokémon o un umano in difficoltà non esita a consividere il suo cibo con loro. Nell'anime, Delibird è uno dei Pokémon utilizzati da Valerio e da Alfredo. Il Team Rocket utilizza esemplari di Delibird per trasportare messaggi e Pokémon. Nell'episodio di Pokémon Chronicles Le vacanze invernali di Pikachu: Dilemma Delibird (Pikachu's Winter Vacation: Delibird Dilemma) anche Babbo Natale possiede un esemplare di Delibird.

### Mantine
Mantine (マンタイン?, Mantain) è un Pokémon base di tipo Acqua/Volante. Si evolve da Mantyke. È una specie esclusiva di Pokémon Oro e Oro HeartGold. Ha un corpo piatto e largo come un aquilone col quale veleggia elegantemente per il mare; se acquista velocità è un grado di spiccare lunghi balzi sopra il pelo dell'acqua. A volte dei Remoraid gli si attaccano addosso per farsi trasportare o cibarsi dei suoi avanzi, per questo Mantine viene spesso rappresentato con un Remoraid attaccato a una pinna. Nell'anime, Mantine appare per la prima volta nel corso dell'episodio Caccia al tesoro (Mantine Overboard!). È uno dei Pokémon utilizzati da Angelo, Ciprian, Jasmine e Lola. Nello speciale La famiglia di Brock (A Family That Battles Together, Stays Together!) di Pokémon Chronicles, la madre di Brock, Lola, possiede un esemplare del Pokémon.

### Skarmory
Skarmory (エアームド?, Eāmudo) è un Pokémon base di tipo Acciaio/Volante. È una specie esclusiva di Pokémon Argento e Argento SoulSilver. È un uccello dal piumaggio d'acciaio, che assume così la funzione di proteggerlo come un'armatura. Poiché le sue ali sono cave all'interno si mantiene leggero e in grado di volare a velocità elevate. In combattimento piomba sui nemici in volo e li lacera con il filo tagliente delle sue ali. Nell'anime, Skarmory appare per la prima volta nel corso dell'episodio Sfide e rivincite (Hot Matches). È uno dei Pokémon utilizzati da Gary Oak e da Barry.

### Houndour
Houndour (デルビル?, Derubiru) è un Pokémon base di tipo Buio/Fuoco. Si evolve in Houndoom con l'aumento di livello. Il Pokémon sembra ispirato alla figura mitologica dell'hellhound (lett. "cane demoniaco"), come ad esempio Cerbero e Garmr. Secondo la descrizione del Pokédex è molto socievole e vive in branco. Comunica coi suoi simili tramite una grande varietà di versi, coi quali esprime ad esempio il suo stato d'animo, demarca il territorio o si coordina nella caccia per circondare la preda. Nell'anime, Houndour appare per la prima volta nel corso dell'episodio Furti misteriosi (Hour of the Houndour). È uno dei Pokémon utilizzati da Fiammetta e da Cassidy del Team Rocket.

### Houndoom
Houndoom (へルガー?, Herugā) è un Pokémon di stadio uno di tipo Buio/Fuoco. Si evolve da Houndour. Come Houndour, anche Houndoom ricalca le caratteristiche dell'hellhound. È infatti temuto per la sua ferocia e per i latrati agghiaccianti e sinistri che emette di notte. Sputa fiamme dalla bocca e le combina con delle tossine presenti nel suo corpo per fare in modo che il dolore delle bruciature permanga a lungo. Gli esemplari di sesso femminile presentano corna di lunghezza inferiore rispetto a quello dei maschi. L'Houndoom più forte e con le corna più grandi e ricurve assume il ruolo di capobranco. In X e Y Houndoom ottiene una megaevoluzione denominata MegaHoundoom. Nell'anime, Houndoom appare per la prima volta nel corso dell'episodio Una consegna speciale (Houndoom's Special Delivery). È uno dei Pokémon utilizzati da Gary Oak, Alfredo, Harrison e Cyrus.

### Kingdra
Kingdra (キングドラ?, Kingudora) è un Pokémon di stadio due di tipo Acqua/Drago. Si evolve da Seadra. Riposa negli abissi oceanici a profondità prive di altre forme di vita; quando occasionalmente si risveglia e si muove per spostarsi verso la superficie o andare a caccia, genera forti vortici, cicloni e uragani. Nell'anime, Kingdra appare per la prima volta nel corso dell'episodio La prima fase (Dueling Heroes). Gary Oak e Sandra possiedono esemplari del Pokémon.

### Phanpy
Phanpy (ゴマゾウ?, Gomazou) è un Pokémon base di tipo Terra. Si evolve in Donphan con l'aumento di livello. È una specie esclusiva di Pokémon Argento e Oro HeartGold. Nonostante sia ancora piccolo è già forte abbastanza da far sbalzare via o trasportare sul dorso un uomo adulto. Usa la proboscite per gioco e per spruzzarsi d'acqua e agita le grandi orecchie per rinfrescarsi nelle giornate più calde. Nell'anime, Phanpy appare per la prima volta nel corso dell'episodio Il lieto evento (Hatching a Plan!) in cui si schiude l'uovo ottenuto da Ash in Una gara fuori programma (Extreme Pokémon!).

### Donphan
Donphan (ドンファン?, Donfan) è un Pokémon di stadio uno di tipo Terra. Si evolve da Phanpy. È una specie esclusiva di Pokémon Argento e Oro HeartGold. La sua pelle è così dura da fungere quasi da armatura. In combattimento tende ad arrotolarsi su sé stesso per travolgere i nemici con la sua forza e velocità. Le dimensioni delle sue zanne ne denotano il rango nel branco, laddove gli esemplari di sesso femminile presentano zanne di lunghezza inferiore rispetto a quelle dei maschi. Nell'anime, Donphan appare per la prima volta nel corso dell'episodio Avventura fra le rocce (Roll On, Pokémon). È inoltre presente nel lungometraggio Pokémon il film - Mewtwo colpisce ancora. In Pericolo, alta tensione! (Reversing the Charges) il Phanpy di Ash si evolve in Donphan.

### Porygon2
Porygon2 (ポリゴン2?, Porigon2) è un Pokémon di stadio uno di tipo Normale. Si evolve da Porygon ed evolve a sua volta in Porygon-Z se scambiato mentre tiene lo strumento Dubbiodisco. È un Pokémon virtuale creato dall'uomo ricorrendo alle ultime scoperte scientifiche e tecnologiche allo scopo di esplorare lo spazio. Dispone di un'intelligenza artificiale che lo rende in grado di evolversi autonomamente e di compiere azioni non programmate. Nell'anime, Porygon2 è l'unico Pokémon della seconda generazione che non è apparso in nessun episodio, ma fa un breve cameo nella sequenza iniziale del film Pokémon: Kyurem e il solenne spadaccino. Nel manga Pokémon Adventures Blu possiede un esemplare di Porygon2, evoluzione del suo Porygon.

### Stantler
Stantler (オドシシ?, Odoshishi) è un Pokémon base di tipo Normale. Le sue imponenti corna ramificate distorcono le correnti d'aria creando delle illusioni che provocano svenimenti e malori negli spettatori. Poiché le corna erano apprezzate come oggetti ornamentali e le venivano attribuite anche proprietà miracolose, Stantler è stato cacciato fino quasi all'estinzione. Nell'anime, Stantler appare per la prima volta nel corso dell'episodio Il Pokémon smarrito (The Little Big Horn). È uno dei Pokémon catturati da Paul e dal Professor Oak. Nel manga Pokémon Adventures il Professor Oak possiede un esemplare di Stantler.

### Smeargle
Smeargle (ドーブル?, Dōburu) è un Pokémon base di tipo Normale. Secerne un fluido speciale e unico per ogni esemplare, che poi applica con la punta della coda a mo' di pennello per demarcare il proprio territorio o comporre quadri. Smeargle è l'unico Pokémon in grado di apprendere la mossa Schizzo (スケッチ?, Sukecchi), che gli permette di copiare permanentemente l'ultima mossa utilizzata dal Pokémon avversario. Nell'anime, Smeargle appare per la prima volta nel corso dell'episodio Pokémon artisti (The Art of Pokémon). Nel manga Pokémon Adventures Savino possiede tre esemplari del Pokémon. Anche Chiara ha avuto uno Smeargle, in seguito donato a un'allenatrice.

### Tyrogue
Tyrogue (バルキー?, Burukī) è un Baby Pokémon di tipo Lotta. Si può evolvere in tre specie diverse di Pokémon con l'aumento di livello e in base alle sue statistiche: in Hitmonlee se il suo Attacco è superiore alla Difesa, in Hitmonchan se la sua Difesa è superiore all'Attacco, e in Hitmontop se i valori di Attacco e di Difesa sono uguali. Viene definito il Pokémon Baruffa. Sfoga la sua energia in eccesso allenandosi e a battendosi ad ogni occasione. Non si lascia scoraggiare neanche dalle sconfitte contro avversari più forti. Nell'anime, Tyrogue appare per la prima volta nel corso dell'episodio Il potere dell'amicizia (A Tyrogue Full of Trouble).

### Hitmontop
Hitmontop (カポエラー?, Kapoerā) è un Pokémon base di tipo Lotta. Si evolve da Tyrogue. Ruota sulla sua testa a forma di cuneo come una trottola e con movimenti simili a una danza. Ciò gli permette di spostarsi rapidamente o di attaccare i suoi nemici con rapidi calci. Nell'anime, Hitmontop appare per la prima volta nel corso dell'episodio I lottatori (Two Hits and a Miss). È uno dei Pokémon utilizzati da Bruno, Alfredo, Furio e Butch del Team Rocket.

### Smoochum
Smoochum (ムチュール?, Muchūru) è un Baby Pokémon di tipo Ghiaccio/Psico. Si evolve in Jynx con l'aumento di livello. Interagisce con l'ambiente circostante e con gli altri principalmente attraverso le labbra, che sono il suo organo più sensibile, e per questo sembra sempre voler baciare ogni cosa. Se si sporca le labbra o il viso si ripulisce con cura maniacale. Nell'anime, Smoochum appare per la prima volta nel corso dell'episodio Una star dal cuore tenero (The Screen Actor's Guilt). Altri esemplari del Pokémon sono presenti in Uno strano parco (One Trick Phony!), Il rapimento di Smoochum (Three Jynx and a Baby) e L'Accademia Estiva Pokémon (Camping It Up!). Nel manga Pokémon Adventures Cristallo possiede un esemplare del Pokémon.

### Elekid
Elekid (エレキッド?, Erekiddo) è un Baby Pokémon di tipo Elettro. Si evolve in Electabuzz con l'aumento di livello. È in grado di accumulare energia roteando le braccia o assorbendola dalle prese domestiche, e di rilasciarla sotto forma di deboli scariche tra le corna. Se sente avvicinarsi un temporale si rallegra e corre a giocare all'aperto. Nell'anime, Elekid appare per la prima volta nel corso dell'episodio Un Pokémon da catturare (Here's Lookin' at You, Elekid!) in cui Casey ne cattura un esemplare. Anche Paul ha posseduto un Elekid.

### Magby
Magby (ブビィ?, Bubii) è un Baby Pokémon di tipo Fuoco. Si evolve in Magmar con l'aumento di livello. Vive dei crateri vulcanici, dato che la sua temperatura corporea è di 600 gradi. Respirando emette brace e fiamme dalla bocca; se gode di buona salute le fiamme appaiono gialle mentre se è stanco si mischiano a fumo nero. Nell'anime, Magby appare per la prima volta nel corso dell'episodio Un vero eroe (You're a Star, Larvitar).

### Miltank
Miltank (ミルタンク?, Mirutanku) è un Pokémon base di tipo Normale. Ha l'aspetto di un bovino. È conosciuto per il latte che produce, che è ricco di sostanze nutrienti, sano, calorico, e amato da adulti e bambini. Esso è disponibile nei giochi sotto forma dello strumento Latte Mumù (モーモーミルク?, MooMoo Milk), che permette di recuperare Punti Salute al Pokémon che ne fa uso. Nell'anime, Miltank appare per la prima volta nel corso dell'episodio Una grande occasione (A Goldenrod Opportunity) in cui la capopalestra Chiara lo utilizza Ash.

### Blissey
Blissey (ハピナス?, Hapinasu) è un Pokémon di stadio uno di tipo Normale. Si evolve da Chansey tramite felicità. Trabocca di felicità e di gentilezza verso il prossimo. Con la sua pelliccia sensibile individua i soggetti malati o tristi e se ne prende cura premurosamente per far loro ritrovare il sorriso, offrendo loro da mangiare le sue uova infuse di felicità e di gentilezza. Blissey è il Pokémon con la più alta statistica di Punti Salute. Nell'anime, Blissey appare per la prima volta nel corso dell'episodio Vecchie conoscenze (Ignorance is Blissey). Insieme a Chansey è uno dei Pokémon utilizzati dall'infermiera Joy all'interno dei Centri Pokémon. Anche Demetra possiede un esemplare del Pokémon.

### Raikou
Raikou (ライコウ?, Raikou) è un Pokémon base di tipo Elettro. Si tratta di un Pokémon leggendario che forma un trio insieme a Entei e Suicune. Il design del Pokémon è stato effettuato da Muneo Saitō ed è stato criticato come troppo eclettico e ridicolo: "un incrocio tra una tigre dai denti a sciabola, un supereroe di seconda classe, nuvole viola e una stella cadente". Nei giochi il Pokémon è stato resuscitato in tempi antichi da Ho-Oh dopo essere perito nella distruzione della Torre d'Ottone e si dice rappresenti il fulmine che ha incenditato l'edificio. Si carica di elettricità grazie alle nuvole temporalesche che porta con sé e poi corre in lungo e in largo lanciando tuoni e potenti ruggiti che fanno scuotere anche il suolo. Nell'anime, Raikou appare per la prima volta nell'episodio Una consegna speciale (Houndoom's Special Delivery), intravisto a malapena dal Togepi di Misty. Il Pokémon è inoltre protagonista dello speciale Il leggendario Pokémon tuono (Legend of Thunder!) di Pokémon Chronicles.

### Entei
Entei (エンテイ?, Entei) è un Pokémon base di tipo Fuoco. Si tratta di un Pokémon leggendario che forma un trio insieme a Raikou e Suicune. Il design del Pokémon è stato effettuato da Muneo Saitō. Nei giochi il Pokémon è stato resuscitato in tempi antichi da Ho-oh dopo essere perito nella distruzione della Torre d'Ottone e si dice rappresenti l'incendio che ha distrutto l'edificio. Ha l'ardore del magma e corre in lungo e in largo per sfogare la sua energia. Si dice che la sua comparsa sia in qualche modo collegata alle eruzioni vulcaniche. Nell'anime, Entei appare per la prima volta nel corso dell'episodio Forti emozioni (Entei at Your Own Risk). Il Pokémon è inoltre uno dei protagonisti del film Pokémon 3 - L'incantesimo degli Unown. Nel manga Pokémon Adventures Blaine utilizza un esemplare del Pokémon.

### Suicune
Suicune (スイクン?, Suikun) è un Pokémon base di tipo Acqua. Si tratta di un Pokémon leggendario che forma un trio insieme a Raikou ed Entei. Il design del Pokémon è stato effettuato da Muneo Saitō ed è considerato il più riuscito ed elegante del trio. Nei giochi il Pokémon è stato resuscitato in tempi antichi da Ho-oh dopo essere perito nella distruzione della Torre d'Ottone e si dice rappresenti la pioggia che ha infine spento le fiamme. Corre libero per il mondo come il vento del nord depurando gli specchi d'acqua al suo passaggio. Suicune è rappresentato sulla copertina di Pokémon Cristallo. Nell'anime, Suicune appare per la prima volta nel corso dell'episodio Un'iscrizione difficile (Don't Touch That 'Dile). È inoltre presente in I campanelli rubati (For Ho-Oh the Bells Toll) e Due simpatiche ragazze (Drifloon On the Wind!). Il Pokémon è uno dei protagonisti del film Pokémon 4Ever e del sesto episodio di Pokémon Generazioni, Il ritorno.

### Larvitar
Larvitar (ヨーギラス?, Yōgirasu) è un Pokémon base di tipo Roccia/Terra. Si evolve in Pupitar con l'aumento di livello. Ha la pelle dura come la pietra. Nasce nel sottosuolo e per raggiungere la superficie si fa strada inghiottendo la terra che lo circonda. Una volta raggiunta la superficie e divorato abbastanza terra si trasforma in crisalide per potersi evolvere. Nell'anime, Larvitar appare per la prima volta nel corso dell'episodio Paura del mondo (Hatch Me If You Can!) in cui si schiude l'uovo consegnato ad Ash dal Professor Elm. Il Pokémon si riunisce con la madre, un Tyranitar che vive nel Monte Argento, in Ritorno a casa (Mother of All Battles!).

### Pupitar
Pupitar (サナギラス?, Sanagirasu) è un Pokémon di stadio uno di tipo Roccia/Terra. Si evolve da Larvitar ed evolve a sua volta in Tyranitar con l'aumento di livello. Sotto al suo guscio di pupa duro come la roccia si prepara impazientemente all'evoluzione. Ciononostante è molto attivo, espelle gas con forza dal corpo per muoversi come un razzo e abbattere tutto quello che si trova sul suo tragitto. Nell'anime, Pupitar appare per la prima volta nel corso dell'episodio Il Pokémon misterioso (The Mystery is History!) in cui Richie lo utilizza contro Butch e Cassidy del Team Rocket. In Il bracconiere (A Poached Ego!) un esemplare del Pokémon si evolve in Tyranitar.

### Tyranitar
Tyranitar (バンギラス?, Bangirasu) è un Pokémon di stadio due di tipo Roccia/Buio. Si evolve da Pupitar. La sua enorme forza e resistenza lo rendono sfrontato e insolente, e pertanto vaga in cerca di avversari degni ignorando chiunque e tutto ciò che lo circonda. Il suo solo passaggio può alterare il paesaggio, distruggendo montagne e modificando il corso dei fiumi. In X e Y ottiene una megaevoluzione denominata MegaTyranitar, ancora più feroce e pieno di energia di Tyranitar. Nell'anime, Tyranitar appare per la prima volta nel corso dell'episodio L'altra dimensione (Address Unown!). Lo stesso Pokémon, che è la madre del Larvitar di Ash, è presente nella puntata seguente, Ritorno a casa (Mother of All Battles!). Anche Alan possiede un Tyranitar. Un altro esemplare del Pokémon viene catturato da Vicious nel film Pokémon 4Ever utilizzando una Dark Ball in grado di potenziare il Pokémon e di renderlo malvagio.

### Lugia
Lugia (ルギア?, Rugia) è un Pokémon base di tipo Psico/Volante. È il Pokémon leggendario raffigurato sulla copertina di Pokémon Argento e Pokémon Argento SoulSilver. A causa della sua forza troppo elevata ha scelto di vivere in isolamento nei fondali marini. Per la sua capacità di scatenare o placare tempeste è detto il guardiano dei mari. Il Pokémon protagonista di Pokémon XD: Tempesta Oscura è un Lugia Ombra, noto anche con il nome di "XD001", di colore viola e con gli occhi rossi, che compare anche sulla copertina del videogioco. Nell'anime, Lugia appare per la prima volta nel corso degli episodi Il Pokémon misterioso (The Mystery is History!), I Pokémon infuriati (A Parent Trapped!) e Una promessa è una promessa (A Promise is a Promise). Nel film Pokémon 2 - La forza di uno Lugia assume un ruolo da protagonista al fianco dei tre Pokémon leggendari Articuno, Zapdos e Moltres.

### Ho-Oh
Ho-Oh (ホウオウ?, Houou) è un Pokémon base di tipo Fuoco/Volante. È il Pokémon leggendario raffigurato sulla copertina di Pokémon Oro e Pokémon Oro HeartGold. Sorvola perennemente il mondo producendo riflessi iridescenti con le sue piume colorate e lasciando dietro di sé un arcobaleno. Si dice che appaia ai puri di cuore e che le sue piume portino felicità. Nell'anime, Ho-Oh appare per la prima volta al termine dell'episodio L'inizio di una grande avventura (Pokémon, I Choose You!) in cui Ash lo scorge volare in cielo. Risulta pertanto il primo Pokémon leggendario e il primo Pokémon della seconda generazione ad apparire nell'anime. In I campanelli rubati (For Ho-Oh the Bells Toll) Ash viene a conoscenza del nome e della storia del Pokémon da Angelo e da Eugenius. Il ragazzo avvista di nuovo Ho-Oh nel corso di Addii e partenze (Gotta Catch Ya Later!), quando si appresta a partire per la regione di Hoenn.

### Celebi
Celebi (セレビィ?, Serebii) è un Pokémon base di tipo Psico/Erba. Si tratta di un Pokémon misterioso ottenibile nella versione giapponese di Pokémon Cristallo solo tramite uno strumento evento distribuito da Nintendo o direttamente tramite altre distribuzioni internazionali. Ha il potere di viaggiare nel tempo ed è l'araldo di un futuro di pace e prosperità. Celebi ha uno stretto legame con la natura e pertanto predilige i boschi e le oasi protette e riparate. Un esemplare cromatico del Pokémon ricopre un ruolo importante nei videogiochi Pokémon Mystery Dungeon: Esploratori del tempo ed Esploratori dell'oscurità. Nell'anime, Celebi appare per la prima volta nel corso dell'episodio Il guardiano verde (Green Guardian). È inoltre presente nello speciale Salviamo il Centro Pokémon (Celebi and Joy) di Pokémon Chronicles. Il Pokémon è uno dei protagonisti dei film Pokémon 4Ever e Pokémon: Il re delle illusioni Zoroark.